# Агдаш (Кельбаджарский район)
Агдаш (азерб. Ağdaş) — село  в административно-территориальной единице Истибулаг в Кельбаджарском районе Азербайджана.

## География
Расположено в предгорной территории.

## История
Находится в горной местности. Село расположено у подножия горы Агдаш. Топоним Агдаш широко распространен в ономастике тюркских народов: Акташ (в Узбекистане), Акдаш (Туркменистан), Актас (Казахстан), Акташево (Башкортостан) и др.
В ходе Карабахской войны село перешло под контроль непризнанной НКР, под контролем которой село находилось с начала 1990-х годов до ноября 2020 года.
25 ноября 2020 года на основании трёхстороннего соглашения между Азербайджаном, Арменией и Россией от 10 ноября 2020 года Кельбаджарский район возвращён под контроль Азербайджана.   

## Население
После армяно-азербайджанского конфликта, население села вынуждено было переселиться в разные районы Азербайджана.